# Nikolaï Severov
Nikolaï Pavlovitch Severov (en géorgien : ნიკოლოზ სევეროვი ; en russe : Никола́й Па́влович Се́веров, né le 18 février 1887 (2 mars 1887 dans le calendrier grégorien) à Tiflis, gouvernement de Tiflis (Empire russe) — actuellement Tbilissi, en Géorgie — et mort le 21 février 1957 à Kiev (Ukraine, URSS), est un architecte et professeur d'université géorgien,.

## Biographie
Nikolaï Severov, fils d'un professeur d'allemand, fréquente l'école secondaire de Vladikavkaz. En 1904, il se rend à Saint-Pétersbourg et apprend l'aquarelle à l'École centrale de dessin technique du baron Alexander von Stieglitz. En 1905, il réussit l'examen d'entrée à l'Institut des ingénieurs civils de Saint-Pétersbourg et y étudie l'architecture. Au cours de ses études, il travaille comme assistant de l'architecte E. Schretter de 1907 à 1910. En 1910, il est assistant de l'académicien O. Dmitrov, avec qui il participe à divers projets de construction ferroviaire à Kharkov et ailleurs en 1911-1912. La gare de Feodosiya (Théodosie) est son premier projet personnel.
Après le début de la Première Guerre mondiale, Nikolaï Severov termine ses études en 1915 et est ensuite enrôlé dans l'armée. Après la Révolution d'Octobre, il travaille comme architecte à Tbilissi. En 1922, il devient maître de conférences à la nouvelle Académie des Arts de Tbilissi. En 1935, il devient président de l'Union des architectes de la RSS de Géorgie. En 1939, il est membre honoraire de l'Académie des sciences architecturales de l'URSS. En 1942, pendant la Seconde Guerre mondiale, il devient directeur de l'Institut d'histoire de l'art géorgien de l'Académie géorgienne des sciences.

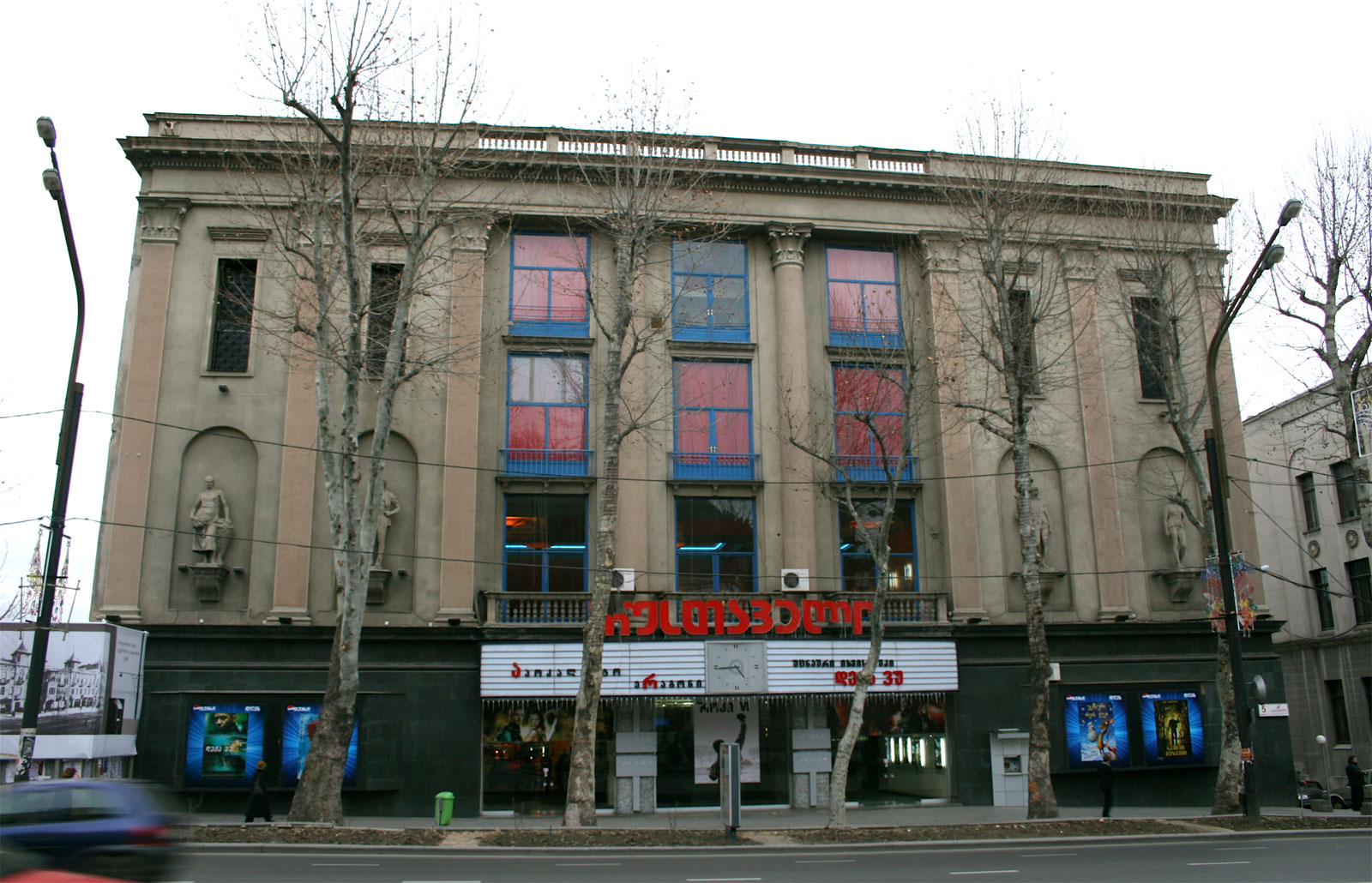
Le cinéma Rustaveli à Tbilissi.

Nikolaï Severov a planifié plus de soixante projets, dont plus de 25 ont été réalisés. Il s'agit notamment d'hôtels et de maisons de vacances à Borjomi, Gagra et Tsqaltubo. En 1921, il planifie la rénovation du Musée de Géorgie à Tbilissi (aujourd'hui musée Simon-Janashia de Géorgie). En 1928, il construit le bâtiment de la Banque d'État. Vient ensuite le bâtiment du gouvernement transcaucasien, qui est ensuite utilisé par le Comité central du Parti communiste de Géorgie (1929-1930). En 1935, avec Kiriak Savriewi (de), il conçoit le pont Tcheliouskine (aujourd'hui dénommé pont Reine Tamar (ru)) sur la Koura à Tbilissi. De 1936 à 1938, il construit à Tbilissi le cinéma Rustaveli, d'une capacité de 1 200 places. Il examine et décrit de nombreux bâtiments historiques de Géorgie, notamment à Mtskheta et Koutaïssi.
En 1948, Nikolaï Severov quitte Tbilissi et s'installe à Kiev. Il devient professeur à l'Institut de construction de Kiev et à l'Institut d'art de Kiev de l'Académie ukrainienne des arts, dont il devient membre (jusqu'en 1955, vice-président de 1952 à 1954). Il participe également à la reconstruction. En 1954, il devient membre du PCUS.
Nikolaï Severov est enterré au cimetière Loukianivka à Kiev.

## Honneurs
- Ordre du Drapeau rouge du Travail

## Publications (en russe)
- G. N. Chubinashvili (en), N. P. Severov, "Пути грузинской архитектуры: Доклад, прочитанный на Первом съезде архитекторов Грузии" [Chemins de l'architecture géorgienne : rapport lu au premier congrès des architectes géorgiens], Tbilissi, 1936.
- N. P. Severov, G. N. Chubinashvili (en), "Мцхета (Сокровища зодчества народов URSS)" [Mtskheta (Trésors de l'architecture des peuples de l'URSS)], Moscou : Изд-во Акад, архит [Maison d'édition Akad, série Architectes, URSS], 1946.
- N. P. Severov, G. N. Chubinashvili (en), "Памятники грузинской архитектуры", Вып, 1: "Кумурдо и Никорцминда" [Monuments de l'architecture géorgienne, no 1 : Kumurdo et Nikortsminda], Moscou : Изд-во Акад, архит [Maison d'édition Akad, série Architectes, URSS], 1947.
- N. P. Severov, Памятники грузинского зодчества [Monuments de l'architecture géorgienne], Moscou : Изд-во Акад, архит [Maison d'édition Akad, série Architectes, URSS], 1947.